# ネクシオン
ネクシオン株式会社（英: Nexion Corporation.）は、東京都新宿区に本社を置き、映像配信や映像伝送を手掛ける企業。

## 歴史・概要
2000年11月、丸紅の関連会社として創業。新宿区にある東京回線センター『TNOC』を運営している企業であり、在京キー局や、全国の公営競技主催者に向けた集配信サービスなどを行っている。
TNOCは東京タワー時代に在京キー局各社間で行われていた「タワー分岐」を引き継ぎ、在京テレビ局や共同通信社に向けて、「ネクシオンHD分岐」と言われる専用回線サービスを提供している。また同様のサービスを大阪でも行っている。

## 関連会社
- 山口シネマ - 当社の親会社。